# Fantasmic!
Fantasmic! es un show protagonizado principalmente por Mickey Mouse en el que también aparecen una gran variedad de personajes clásicos de Disney, que se lleva a cabo en los parques temáticos de Disneyland en California, Disney's Hollywood Studios en Disney World, Florida, y Tokyo DisneySea, que combina la actuación de actores en vivo, efectos de aguas danzantes, fuego, explosiones, música, varias plataformas, decoraciones y proyecciones de animaciones de Disney en grandescortinas de agua. Se originó en Disneyland en 1992 después de que al departamento de entretenimiento de Disneyland se le pidiese que creara un show espectacular que involucrara agua y fuegos artificiales dentro del espacio en frente a Rivers of America. En este último caso el show es presentado  como espectáculo previo al último evento de la jornada, World of Colour, que se realiza frente al castillo de la Bella Durmiente mientras que en Disney Hollywood Studios se ofrece como espectáculo de cierre. Disneyland Entertainment utilizó los recursos de Walt Disney Feature Animation y de Walt Disney Imagineering como colaboradores. Gran parte alrededor de Rivers of America tuvo que reconstruirse, incluyendo la terraza y pasillos de una parte de Tom Sawyer Island para que esta se convirtiese en un escenario para la mayor parte de las actuaciones en vivo del show.
En 1996, Walt Disney Entertainment en Florida se agrupó con Imagineering y Feature Animation para crear una nueva versión del show en el parque Disney’s Hollywood Studios (anteriormente llamado Disney-MGM Studios), utilizando nuevas escenas en vivo y recientes películas animadas de Disney. The Rivers of America en Magic Kingdom no era un lugar ideal para la réplica del show de Disneyland, por lo que se propuso construir un anfiteatro de 6 900 espacios de capacidad en Disney’s Hollywood Studios. Creado para elevar los niveles de audiencia de dicho parque, el nuevo Fantasmic! sería un reemplazo del juego pólvora Sorcery in the Sky.
Fantasmic es considerado tanto por el público general como por la crítica, como el mejor y más elaborado show en vivo de los parques temáticos de Disney.

## Versión de Disneyland

### Sinopsis
El show se desarrolla en las aguas de Rivers of America en Disneyland y en un escenario alrededor del agua. Una taberna y altos árboles sirven como escenografía para el show. Al empezar, las luces alrededor de Rivers of America disminuyen la intensidad y una narradora en inglés introduce el show. La puesta en escena presenta alguna variantes respecto a su evento homónimo de Disney World
“Bienvenidos a “Fantasmic!” Esta noche, nuestro amigo y anfitrión Mickey Mouse utilizara su vivida imaginación para crear imágenes mágicas para todo nuestro gozar. Nada es más maravilloso que la imaginación, pues en un momento, te hará experimentar una hermosa fantasía o una aventura emocionante. Pero ten cuidado, que nada es más poderoso que la imaginación, la cual puede también tornar tus peores temores en una pesadilla abrumadora. ¿Serán los poderes de Mickey lo suficientemente fuertes y brillantes para vencer las fuerzas malvadas que invaden sus sueños? Estas a punto de averiguarlo. Por ahora, te invitamos a unirte a Mickey y a vivir la experiencia “Fantasmic!”… Un viaje más allá de tu imaginación más maravillosa.”
El show empieza con Mickey vestido en su traje de presentador dirigiendo un show de agua en todo el río. Las pantallas de agua se activan y en ellas aparece la animación del Aprendiz de Brujo de la película de Fantasía. Música de esta escena y el tema de la “Imaginación" acompañan la animación, mientras Mickey conduce cometas pirotécnicos desde seis diferentes partes en el río.
La animación luego se mezcla con actores que interpretan el movimiento de diferentes flores.
La iluminación y la música cambian a un tono de tipo jungla, en donde un títere de treinta metros de largo, la serpiente de El Libro de la Selva, Kaa se arrastra alrededor de la isla, penetrando a todos los espectadores con sus ojos que tienen haces de luz. Acompañando esta escena, aparecen tres barcas que llevan a monos y el Rey Loui alrededor del agua.
La música sigue hacia una contemperaria rendición de “Los elefantes rosa” de Dumbo, mientras elefantes animados aparecen en las pantallas de agua. Los elefantes al parecer bailan como si fuesen títeres dando paso a la transición de escena en una secuencia que incluye a Pinocho. Este, junto a tres bailarinas más, actúan con la música de su película con tiras de fibra óptica que alcanza los ocho metros de altura.
En las pantallas se ve a Pepito grillo debajo del agua buscando a Pinocho. Un animado monstruo, la ballena, interactúa con “splashs” de agua y efectos en el río. La historia sigue hasta que Mickey empieza a notar que su sueño se torna más y más oscuro.
Un fuerte cañón es disparado desde el barco Sailing Ship Columbia, el cual lleva dentro al Capitán Garfio, Smee, Peter Pan, Wendy y otros piratas los cuales participan en una secuencia de acrobacias mientras el barco da la vuelta alrededor del río. Siguiendo al barco, está el cocodrilo de la película Peter Pan el cual pretende comerse al Capitán Garfio.
Siguiendo esta escena, Blancanieves y su príncipe, Ariel y Eric y La Bella y la Bestia aparecen en tres barcas flotantes sobre el agua bailando y cantando con la melodía que identifica cada una de sus películas.
En show entre en su segmento de los villanos cuando la reina de Blancanieves aparece en el centro del escenario. Ella llama a su espejo mágico – el cual aparece sobre las pantallas de agua. El espejo le informa a la reina que estas tres princesas son más nobles que ella y que en la “imaginación de Mickey, la belleza y el amor siempre sobrevivirán”.
Con enojo, se dirige hacia su caldero, en donde la reina se trasforma en la vieja de la manzana podrida de la película Blancanieves. La vieja llama a las “fuerzas del mal” para transformar el sueño de Mickey en una “pesadilla Fantasmic”. Úrsula, de la Sirenita canta y se une a los villanos en contra de Mickey, mientras sus dos anguilas Flotsam y Jetsam serpentean sobre el agua del río.
Sobre las pantallas de agua, la cara de Úrsula se transforma en Chernabog de Fantasía. Una animación de la secuencia a “Night on a Bald Mountain” de Fantasía acompaña el tema compuesto por Músorgski.
Una fuerte explosión de pólvora anuncia a Maléfica, de La Bella Durmiente, y es aquí donde empieza la acción final de toda la trama del show. Maléfica sube quince metros sobre el escenario y se transforma en un dragón sobre las pantallas de agua. La animación da paso a un dragón animatrónico de veinte metros de altura que luego exhala una bola de fuego hacia el río, la cual da paso a que este se queme en un sinfín de llamas de fuego.
Mickey aparece como el “Brave Little Tailor” y usa su espada para destruir a Maléfica en su forma de dragón. Mientras el dragón grita, los villanos que han aparecido durante el show también son derrotados sobre las pantallas de agua, y la secuencia termina con una explosión pirotécnica sobre el río.
Seguidamente, una animación de Campanilla ilumina el escenario y el barco Mark Twain cruza el escenario, comandado por Mickey Mouse, el cual va vestido en su traje de Steamboat Willie. Aproximadamente cincuenta personajes de Disney son parte de esta coreografía que utiliza listones y un baile dentro del barco. La secuencia es acompañada por fuentes y efectos pirotécnicos.
En un haz de luz, Mickey aparece sobre la cima de la taberna como Sorcerer Mickey, y conduce láseres, juego de pólvoras y otros efectos de luces alrededor de todo el río. Con otro segundo flash y luz, desparece de la cima y reaparece en el centro del escenario. Mickey le dice a la audiencia: “¿Con qué usando la imaginación, huh?” y desaparece por tercera vez en otro flash. Una última explosión final en el escenario y en el río termina con el show.

### Datos interesantes
- Debut oficial: 13 de mayo de 1992

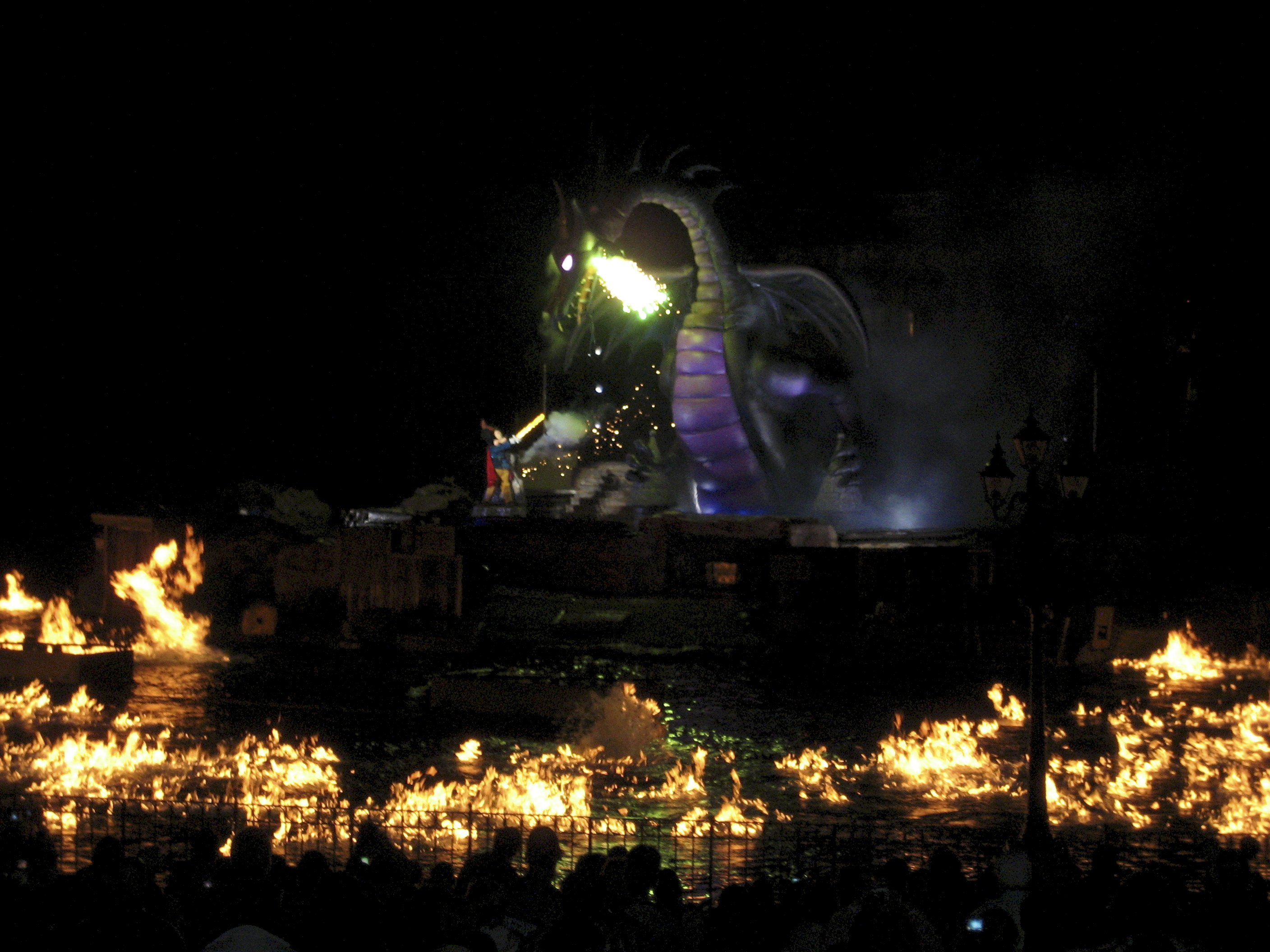
Clímax de Fantasmic!

- Lugar: Rivers of America, Disneyland, Disneyland Resort, Anaheim, California
- Duración: 22 minutos
- Productores: Disneyland Entertainment, Walt Disney Feature Animation and Walt Disney Imagineering
- Productor ejecutivo: Ron Logan
- Audio: LCS matrix audio system with WildTracks audio playback software
- Control: SMPTE timecode
- Música: Bruce Healey
- Directora e idea original: Barnette Ricci
- Nueva directora: Carla Carlile
- Heroes: Mickey Mouse, Peter Pan, Bella, Ariel, Snow White, Prince Phillip, The Beast
- Villanos: The Evil Queen, Ursula, Flotsam, Jetsam, Chernabog, Maleficent, Murphy, Captain Hook, Mr. Smee, Kaa, Monstro, and Pink Elephants on Parade
- Costo del show: approx. $30,000 por noche.

Desarrollos detrás de escenas:
- Primavera 2008 - Nuevas luces y efectos pirotécnicos
- Noviembre 2008 - Projectors en alta definición
- Primavera 2009 - Nuevos personajes
- Verano 2009 - Nuevo dragón
- Primavera 2010 - Nuevos láseres

Horario del show:
- Verano: Todas la noches a las 9:05 p. m. y alas 10:30 p. m.. En el cuatro de julio se agregó un nuevo show a las 12:15am o directamente después de los fuegos artificiales de este día. En días sumamente especiales, un tercer show es agregado alas 11:30pm; aunque típicamente no aparece en los calendarios oficiales.
- Invierno: Después de la temporada del 2010, el horario de los fuegos artificiales, World of Color[3] y Fantasmic! fueron cambiados. World of Color se presenta ahora a las 9:15 y los fuegos artificiales a las 8:40. El primer show de Fantasmic! empieza 5 minutos después de haber terminado el juego pólvora. Los horarios y calendrios del show se pueden encontrar en línea en calendario de Disneyland.

En 16 de julio de 2017 se abrió el show con nuevas escenas como Aladdin y Piratas del Caribe con la fusión de la música creada para Tokio.

## Versión Disney's Hollywood Studios
Cuando las luces se apagan, una narradora da una breve bienvenida, menciona los poderes de la imaginación- el show el sueño de Mickey-. Una nota musical muy tenue se escucha, y poco a poco va aumentando la velocidad de la melodía mientras dos columnas se elevan a la izquierda y derecha del escenario con focos parpadeantes, hasta que finalmente Mickey aparece el centro del escenario y comienza a hacer aparecer enormes fuentes de agua y a jugar con ellas hasta que aparece una enorme fuente en la cual comienza a proyectarse la escena clásica de Mickey y el aprendiz de brujo de la película Fantasía.
Luego de la escena del aprendiz de brujo comienzan a proyectarse flores con música de fondo, para luego dar paso a una escena en la sabana, en la cual elefantes, jirafas, chitas, cocodrilos y avestruces interactúan en la montaña, mientras Rafiki junto a otros monos pasan en balsas por el río, mientras la gran fuente vuelva a aparecer solo que ahora con Simba y Nala de El Rey León, seguido por una serie de burbujas con escenas y melodías de los clásicos de Disney.

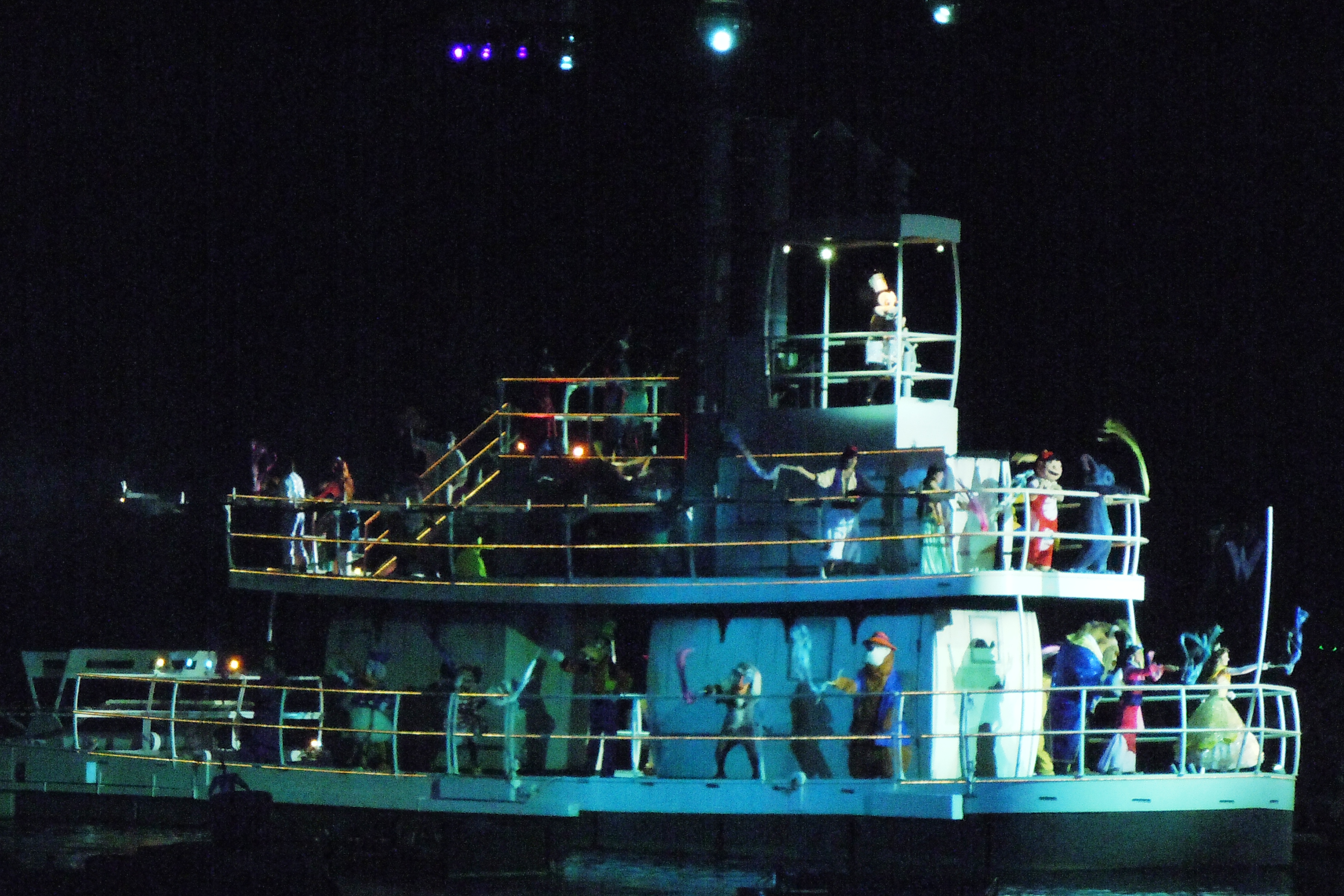
River Boat de Hollywood Studios

Jafar usa su magia para enviar a Mickey a la Cueva de las Maravillas. Después de escapar de una ola de lava, Mickey se encuentra con Jafar, que se transforma en una cobra gigante negra que aparecen en el escenario y las pantallas en la fuente. Al ver una lámpara mágica, Mickey se frota, suponiendo que le ayudará. Por desgracia, Jafar se transforma en un genio y hace un llamamiento a Hades (Hércules) y Chernabog (Fantasía) con la última convocatoria a los espíritus de los muertos.
En el escenario, Mickey se encuentra con Maléfica, quien se transforma en un dragón de 40 pies de alto que tira fuego y prende el llamas toda el agua del escenario. Mickey, ahora en su traje de valiente se las arregla para crear un muro de agua alrededor de la isla, sofocando las llamas y derrotando al dragón. Destruye a los villanos usando el poder de su imaginación y su espada (similar a la espada en la piedra). Maléfica también muere como las salpicaduras de agua con una explosión de fuegos artificiales de gran tamaño. Todo está en calma, hasta que Campanilla aparece y vuela a restaurar la montaña que parpadea con chispas de magia. A continuación, se ve aparecer un barco y una chispa de fuegos artificiales encienden el barco, revelando Mickey controlar el barco en el cual comienzan a aparecer la mayoría de personajes de las películas de Disney.

### Anfiteatro Hollywood Hills
El Anfiteatro de Hollywood Hills es un anfiteatro especialmente diseñado junto al río en el parque Disney's Hollywood Studios en Walt Disney World Resort, Florida, EE. UU., donde se muestra la espectacular noche "Fantasmic!" se encuentra fuera de Sunset Boulevard, entre la Torre del Terror Twilight Zone y la Bella y la Bestia. El Fantasmic! de Disney World es mucho más grande que Disneylandia, con una montaña de 15 metros de altura y con capacidad para 6.900 personas.